# Pawel Wjatscheslawowitsch Gusterin
Pawel Wjatscheslawowitsch Gusterin (russisch Павел Вячеславович Густерин; wiss. Transliteration Pavel Vjačeslavovič Gusterin; geb. 16. April 1972 in Kimry) ist ein russischer Historiker und Orientalist. Seit 2006 ist er wissenschaftlicher Mitarbeiter am Centr Arabskich Issledovanij, Institut Vostokovedenija RAN (Institute of Oriental Studies).
Er graduierte an der Staatlichen Universität Twer (Historisches Department; 1994), dem Institut für asiatische und afrikanische Studien der Lomonossow-Universität bzw. Staatlichen Universität Moskau (Arabisches Department; 2001) und der Diplomatischen Akademie des Außenministeriums der RF (Department für internationale Beziehungen; 2011).

## Publikationen (Auswahl)
- Musul'manskoe dukhovenstvo po zakonodatel'stvu Rossiyskoy imperii (Der muslimische Klerus nach den Gesetzen des Russischen Reiches). 2014 (Buchhandelslink)
- Pervyi Rossiiskii Vostokoved Dmitrii Kantemir [First Russian orientalist Dmitry Kantemir] Ed. by V.V. Naumkin. Moscow: Vostochnaia kniga, 2008 Buchhandelslink
- The Middle East: Past and Present. Part 1. Saarbrücken, 2015. ISBN 978-3-659-66401-4
- Советская разведка на Ближнем и Среднем Востоке в 1920—30-х годах. Саарбрюккен, 2014, ISBN 978-3-659-51691-7